# 부안초등학교 (전북)
부안초등학교는 대한민국 대한민국 전북특별자치도 부안군 부안읍 동중리에 있는 공립 초등학교이다.

## 학교 연혁
- 1910년 4월 29일 사립 영명학원으로 설립
- 1911년 3월 27일 공립으로 인가
- 1912년 5월 1일 부안공립보통학교 개교
- 1938년 4월 1일 부령공립심상소학교 개칭[1]
- 1941년 4월 1일 부령공립국민학교 개칭[2]
- 1945년 9월 1일 부안공립국민학교 개칭
- 1981년 3월 6일 병설유치원 개설
- 1981년 8월 5일 관악대 창설
- 1995년 7월 14일 축구부 창단
- 1996년 3월 1일 현재 교명으로 변경[3]
- 1997년 10월 9일 강당 준공
- 2001년 1월 31일 부안초등학교 개축 공사 준공(18개 교실)
- 2006년 3월 1일 고성초등학교 통폐합
- 2008년 6월 10일 부안초등학교 BTL 개축 공사 준공(37개 교실)
- 2013년 9월 1일 제21대 고광태 교장 부임
- 2017년 2월 10일 제103회 졸업식 85명 졸업(누계22,839명)
- 2017년 3월 1일 21학급 편성(특수학급 1포함)
- 2020년 2월 11일 제106회 졸업식 81명 졸업(누계23,078명)

## 참고 문헌
- 부안초등학교 - 한국교육학술정보원 학교알리미

## 학교 상징
- 교화 - 장미 : 사랑과 기쁨을 주며 아름다움, 사랑, 기쁨, 미덕을 상징
- 교목 - 소나무 : 늘 푸른 빛을 띠며 생명력이 강하고 청렴, 인내, 의지 등을 상징
- 교조 - 비둘기 : 때 묻지 않은 순수한 모습으로 자유롭게 날아다니며 평화를 상징

## 같이 보기
- 부안초등학교 축구단